# Macizo de Tamá
El macizo de Tamá es un grupo de montañas en la frontera entre Colombia y Venezuela al sur del lago de Maracaibo. Contiene selva tropical perenne y bosque nublado en los niveles más bajos, y páramos en los niveles más altos.

## Localización
El Tamá es una prolongación de la Cordillera Oriental de los Andes colombianos. Está separada de la Cordillera de Mérida en los Andes venezolanos por la depresión del Táchira, que hace más de 50 millones de años era un estrecho que conectaba el lago de Maracaibo con la cuenca del Orinoco. La altitud oscila entre 320 y 3.329 metros. La temperatura media anual es de 25 °C (77 °F). La precipitación media anual es de 2.300 milímetros. El Parque nacional natural Tamá, en Colombia, y el parque nacional El Tamá, en Venezuela, protegen partes del macizo del Tamá. Ambos parques forman un área protegida de 1.390 km².

## Geografía
El macizo del Tamá es un conjunto de cordilleras plegadas con una topografía extremadamente abrupta. Contiene los páramos de El Tamá, con una altitud de 3320 metros, el Cerro El Cobre, con 3613 metros, y el Cerro Judío, con 3372 metros. Las montañas son principalmente de roca caliza o arenisca, típicas del escudo Guayanés. El parque nacional natural de Tamá contiene una cascada de 820 metros de altura, una de las más altas del mundo. Los páramos dan lugar a ríos como el Carapo, el Chiquito, el Quinimarí, el Quite, el Burguita, el Burga, el Nula, el Nulital, el Sarare, el Cutufí, el Oirá, el Frío y el Negro, que desaguan en la cuenca del Orinoco o en el lago de Maracaibo. El río Táchira, que desagua en el lago de Maracaibo, forma parte de la frontera entre Colombia y Venezuela.

## Medioambiente
Tamá cuenta con cuatro tipos de ambientes naturales: bosque húmedo tropical, bosque subandino, bosque andino y páramo. Los bosques están incluidos en la ecorregión de los bosques montanos de los Andes venezolanos, que también abarca la cordillera andina venezolana. La vegetación entre 800 y 1800 metros es un bosque húmedo denso siempre verde de altura media con dos o tres estratos arbóreos. Hay un sotobosque bien desarrollado y muchas epífitas. Las especies forestales incluyen el colorido Lagenanthus princeps. En los páramos las especies vegetales son de los géneros Jamesonia, Oreobulus, Castilleja, Gentiana, Halenia, Pinguicula, Utricularia, Castratella y Vaccinium.
Los mamíferos incluyen el oso de anteojos ( Tremarctos ornatus ), el tapir, la paca de las tierras bajas ( Cuniculus paca ), el oso hormiguero y el ocelote ( Leopardus pardalis ). La zarigüeya grácil de duende  endémica ( Gracilinanus dryas ) y el murciélago sin cola de Luis Manuel ( Anoura luismanueli ) se encuentran tanto en la Cordillera de los Andes como en el Macizo de Tamá. Las especies de aves de rango restringido en el macizo de Tamá incluyen Táchira antpitta ( Grallaria chthonia ), antpitta encapuchado ( Grallaricula cucullata ) y codorniz venezolana  ( Odontophorus columbianus ). La rana arlequín de Tamá y la rana marsupial de Helena son endémicas del Páramo de Tamá.